# Wakita
Wakita è un comune degli Stati Uniti d'America, situato nello Stato dell'Oklahoma, nella contea di Grant.

## Evoluzione demografica
Nel censimento del 2010 risultarono 344 abitanti, 165 abitazioni e 102 famiglie residenti nella cittadina. La densità di popolazione era di 1.275,4 persone per miglio quadrato (491,4/km2). Dal punto di vista etnico la popolazione era costituita per il 96,67% da bianchi, 2,38% nativi americani, 0,24% neri e 0,71% di due o più razze. Gli ispanici di qualsiasi razza costituivano lo 0,24% della popolazione.

## Società

### Evoluzione demografica
Secondo il censimento del 2010, la popolazione era di 9 477 abitanti.
| Censimento (anno) | Popolazione (abitanti) |
| ----------------- | ---------------------- |
| 1910              | 405                    |
| 1920              | 338                    |
| 1930              | 317                    |
| 1940              | 444                    |
| 1950              | 440                    |
| 1960              | 452                    |
| 1970              | 545                    |
| 1980              | 526                    |
| 1990              | 453                    |
| 2000              | 420                    |
| 2010              | 344                    |
| Fonte:            |                        |

## Nel Cinema
1996 - "Twister", film diretto da Jan de Bont.